# Masashi Miyamura
Masashi Miyamura (宮村 正志 Miyamura Masashi?), född 18 februari 1969 i Tokyo prefektur, är en japansk före detta fotbollsspelare.
Miyamura började sin karriär 1987 i Yomiuri. Med Yomiuri vann han japanska ligan 1990/91, 1991/92, japanska ligacupen 1991 och japanska cupen 1987. 1992 flyttade han till Fujita Industries. Efter Fujita Industries spelade han för Avispa Fukuoka och Mito HollyHock. Han avslutade karriären 1998.